# Дрямин, Олег Иосифович
Олег Иосифович Дрямин (род. 24 октября 1956 года в Сарапуле) — российский и украинский поэт, прозаик, эссеист, художник. Член Национального союза писателей Украины (1997), Национального союза журналистов Украины (2007), лауреат премии имени Пантелеймона Кулиша (2019).

## Биография
Олег Дрямин учился рисованию в художественной школе при Доме пионеров Сарапула и посещал частные уроки у сарапульских художников Игоря Бехтерева и Олега Шемякина.
После службы в армии остался в Одессе. Как писатель печатается с 1974 года, пишет на русском языке. В творчестве активно использует мотивы русского фольклора, традиции городского романса. Главный мотив его поэзии — всеобъемлющая любовь, которая сопровождает человека всю жизнь. Всего на его счету 14 книг: поэзия и проза, научные исследования и воспоминания.
Как художник участвовал в трёх выставках в Одессе. Состоялись две персональные фотовыставки за рубежом: в Тирасполе и Цхинвали (2009). В 2017 состоялась персональная выставка «Графика, портреты казаков-писателей НСПУ Одещины» в районном «Центре культуры и отдыха» Подольска, Одесская область. Выставка проводилась в рамках одесского областного конкурса «Осень в Бирзуле».
В 2017 Олег Дрямин стал лауреатом международного конкурса «Пушкин и Гоголь в Италии» в номинации «Изобразительное искусство». Удостоен дипломом «Бриллиантовый Дюк в Риме».
Дрямин активно принимает участие во всеукраинских, городских, областных выставках. Работы художника находятся в частных коллекциях Украины, Германии, Молдавии, России и Грузии.
Член Союза маринистов Одессы, секция «Одесский дворик искусств» им. А. Мирзоева, атаман войска верных казаков Черноморских имени гетмана Богдана Хмельницкого, член общественного совета при Одесской областной государственной администрации.

## Работы
- «Сиреневая роща» (1991),
- «Цветные зеркала» (1992),
- «Время любить» (1994),
- «Изумрудная луна» (1996),
- «Песня любви» (1998),
- «Родники и струны» (2006),
- Эссе «Творческий мир Богдана Сушинского» (1999)